# University for the Creative Arts
Die University for the Creative Arts (kurz: UCA) ist eine staatliche Kunsthochschule in Canterbury, Vereinigtes Königreich. Sie ging 2005 als University College for the Creative Arts at Canterbury, Epsom, Farnham, Maidstone and Rochester aus dem Kent Institute of Art and Design sowie dem Surrey Institute of Art & Design hervor. Beide Gründer-Hochschulen waren wiederum aus der Vereinigung mehrerer lokaler Kunstschulen in Kent und Surrey hervorgegangen. Sie erhielt 2008 den Universitätsstatus und verkürzte im selben Zuge ihren offiziellen Namen zu dem aktuellen. 2016 wurde das Open College of the Arts in Barnsley ebenfalls in die UCA eingebunden. Sie ist wie zuvor auf Studenten im Fernstudium spezialisiert.
Die Absolventen der Universität erhalten zahlreiche nationale und internationale Design-Preise. Die Universität hat als Alleinstellungsmerkmal gegenüber anderen Kunsthochschulen auch eine Business School, die Betriebswirtschaft im Hauptfach oder als Nebenfach zu künstlerischen Fächern unterrichtet.
Das QS World University Rankings wertet die Universität im Jahr 2020 auf Platz 100 der Welt im Fach Kunst & Design. Der Complete University Guide stuft sie weltweit auf Platz 35 für Architektur ein. In mehreren nationalen Rankings wird insbesondere die Lehrqualität hervorgehoben.

## Geschichte

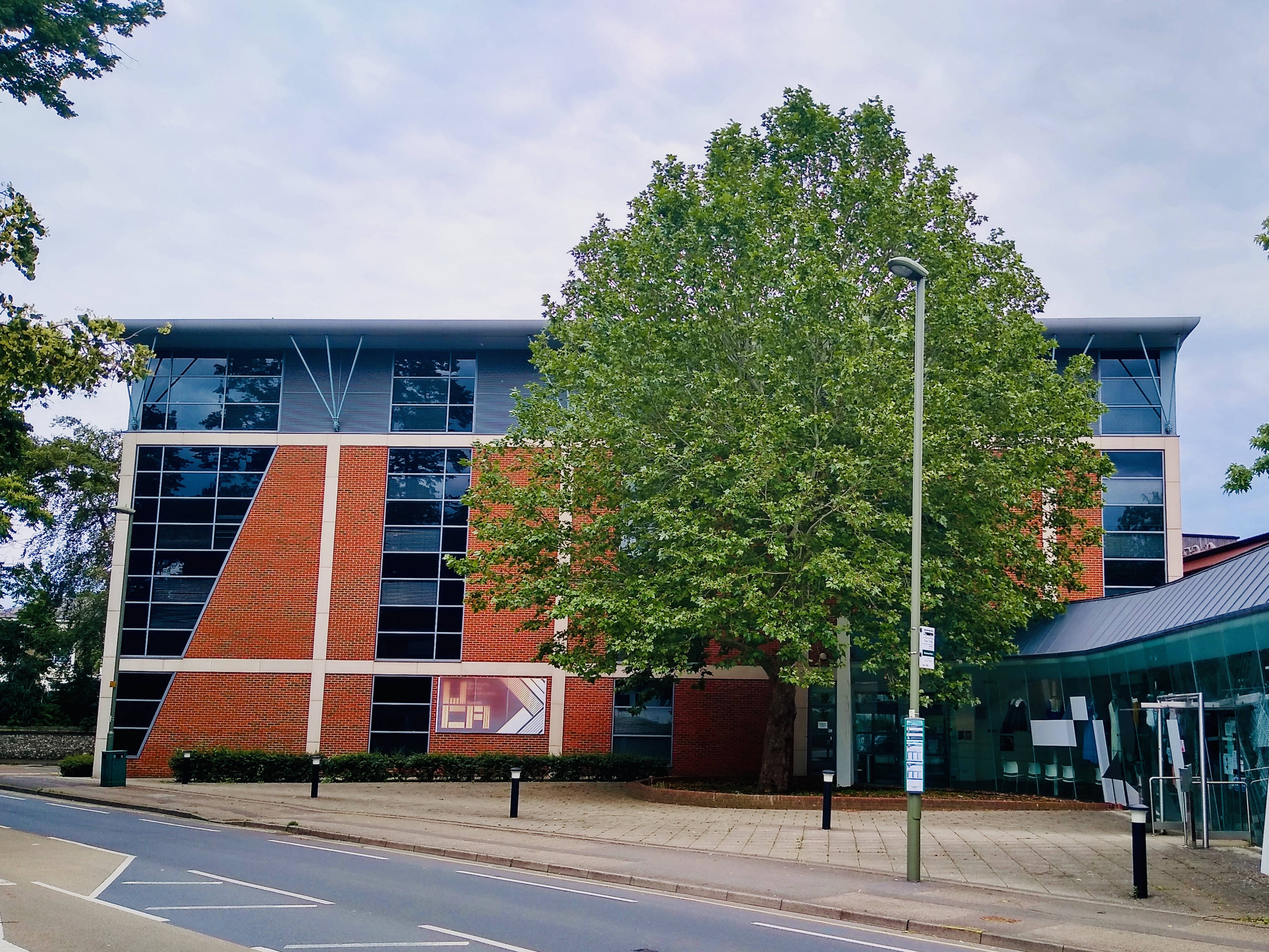
University of the Creative Arts, Campus in Epsom, Surrey

Die UCA ist aus dem Zusammenschluss einer Reihe von lokalen und überregionalen Kunsthochschulen hervorgegangen. Es existieren deshalb vier Haupt-Campus in den englischen Städten Canterbury, Epsom, Farnham und Surrey.
Die Reihenfolge der in der UCA aufgegangenen Hochschulen ist die folgende:
- 1856 – Die Guildford School of Art wird gegründet als Guildford Working Men's Institution
- 1866 – Die Farnham School of Art wird gegründet
- 1867 – Das Maidstone College of Art wird als Maidstone School of Art gegründet
- 1868 – Das Canterbury College of Art wird als Sidney Cooper School of Art gegründet
- 1886 – Das Medway College of Design wird als Rochester School of Art gegründet
- 1896 – Das Epsom School of Art & Design wird als Epsom Technical Institute & School of Art gegründet
- 1969 – Die Farnham School of Art und die Guildford School of Art vereinen sich zum West Surrey College of Art & Design
- 1987 – Das Canterbury College of Art, Maidstone College of Art und Medway College of Design vereinen sich zum Kent Institute of Art & Design
- 1995 – Die Epsom School of Art & Design und das West Surrey College of Art & Design vereinen sich zum Surrey Institute of Art & Design
- 1999 – Das Surrey Institute of Art & Design erhält Universitäts-College-Titel vom Privy Council und heißt fortan Surrey Institute of Art & Design, University College
- 2005 – Das Kent Institute of Art & Design und Surrey Institute of Art & Design, University College werden zur University College for the Creative Arts at Canterbury, Epsom, Farnham, Maidstone & Rochester
- 2008 – Das University College for the Creative Arts at Canterbury, Epsom, Farnham, Maidstone & Rochester erhält den Universitätsstatus vom Privy Council und heißt fortan University for the Creative Arts

## Fakultäten
Die Universität ist in sieben Schulen unterteilt:
- Business School for the Creative Industries
- School of Architecture
- School of Crafts & Design
- School of Fine Art, Photography & Visual Communication
- School of Fashion & Textiles
- School of Film, Media & Performing Arts

Es gibt darüber hinaus sieben Forschungszentren:
- Animation Research Centre
- Crafts Study Centre
- Audio Research Cluster
- Centre for Sustainable Design
- International Textile Research Centre
- Cluster for Cinema, Affect, Place
- Conflict and the Creative Arts Research Centre